# Итоговый турнир WTA 2016
Финал тура WTA 2016 (англ. 2016 WTA Finals) — турнир сильнейших теннисисток, завершающий сезон WTA. В 2016 году проходит 46-е по счёту соревнование для одиночных игроков и 41-е для парных. Традиционно турнир проводится поздней осенью — в этом году с 23 по 30 октября на кортах Сингапурского крытого стадиона в Сингапуре.
Прошлогодние победители:
- одиночки —  Агнешка Радваньская
- пары —  Саня Мирза /  Мартина Хингис

## Квалификация
Квалификация на этот турнир происходит по итогам чемпионской гонки WTA.

### Одиночный турнир
Золотистым цветом выделены теннисистки, отобравшиеся на Финал тура в Сингапуре. 
 Серебристым — запасные на турнире, красным — те кто отобрался на турнир в качестве участника или запасного, но не смог принять участие в нём. 
| Рейтинг Чемпионской гонки 2016 года. | Рейтинг Чемпионской гонки 2016 года. | Рейтинг Чемпионской гонки 2016 года. | Рейтинг Чемпионской гонки 2016 года. | Рейтинг Чемпионской гонки 2016 года. |
| #                                    | Теннисистка                          | Очки                                 | Турниры                              | Дата квалификации                    |
| ------------------------------------ | ------------------------------------ | ------------------------------------ | ------------------------------------ | ------------------------------------ |
| 1                                    | Анжелика Кербер                      | 8 000                                | 20                                   | 22 августа                           |
| травма                               | Серена Уильямс                       | 7 050                                | 20                                   | 22 августа                           |
| 2                                    | Агнешка Радваньская                  | 4 975                                | 19                                   | 4 октября                            |
| 3                                    | Симона Халеп                         | 4 728                                | 17                                   | 29 сентября                          |
| 4                                    | Каролина Плишкова                    | 4 100                                | 21                                   | 4 октября                            |
| 5                                    | Гарбинье Мугуруса                    | 3 736                                | 19                                   | 14 октября                           |
| 6                                    | Мэдисон Киз                          | 3 637                                | 15                                   | 16 октября                           |
| 7                                    | Доминика Цибулкова                   | 3 625                                | 21                                   | 16 октября                           |
| 8                                    | Светлана Кузнецова                   | 3 490                                | 20                                   | 22 октября                           |
| 9                                    | Йоханна Конта                        | 3 455                                | 22                                   |                                      |
| 10                                   | Карла Суарес Наварро                 | 3 170                                | 22                                   |                                      |

В число участников одиночного турнира помимо 8 игроков основной сетки включают также двоих запасных.

### Парный турнир
| Рейтинг Чемпионской гонки 2015 года. | Рейтинг Чемпионской гонки 2015 года. | Рейтинг Чемпионской гонки 2015 года. | Рейтинг Чемпионской гонки 2015 года. | Рейтинг Чемпионской гонки 2015 года. |
| #                                    | Команда                              | Очки                                 | Турниры                              | Дата квалификации                    |
| ------------------------------------ | ------------------------------------ | ------------------------------------ | ------------------------------------ | ------------------------------------ |
| 1                                    | Каролин Гарсия Кристина Младенович   | 7 360                                | 16                                   | 6 сентября                           |
| 2                                    | Саня Мирза Мартина Хингис            | 6 315                                | 14                                   | 21 июня                              |
| 3                                    | Бетани Маттек-Сандс Луция Шафаржова  | 5 226                                | 7                                    | 1 октября                            |
| 4                                    | Елена Веснина Екатерина Макарова     | 4 495                                | 7                                    | 13 сентября                          |
| 5                                    | Тимея Бабош Ярослава Шведова         | 3 975                                | 12                                   | 5 октября                            |
| 6                                    | Чжань Хаоцин Чжань Юнжань            | 3 845                                | 18                                   | 5 октября                            |
| 7                                    | Андреа Главачкова Луция Градецкая    | 3 775                                | 16                                   | 5 октября                            |
| 8                                    | Юлия Гёргес Каролина Плишкова        | 3 485                                | 11                                   | 5 октября                            |

## Соревнования

### Одиночные соревнования
Доминика Цибулкова обыграла  Анжелику Кербер со счётом 6-3, 6-4.
- Цибулкова выигрывает 4-й одиночный титул в сезоне и 8-й за карьеру в туре ассоциации.
- Кербер сыграла 8-й финал в сезоне и 25-й за карьеру в туре ассоциации.

### Парные соревнования
Елена Веснина /  Екатерина Макарова обыграли  Бетани Маттек-Сандс /  Луцию Шафаржову со счётом 7-6(5), 6-3.
- Веснина выигрывает 3-й парный титул в сезоне и 15-й за карьеру в туре ассоциации.
- Макарова выигрывает 3-й парный титул в сезоне и 9-й за карьеру в туре ассоциации.